# Truncatellinae
Truncatellinae is een onderfamilie van weekdieren uit de klasse van de Gastropoda (slakken).

## Geslacht
- Truncatella Risso, 1826